# コリィ・テイラー
コリィ・テイラー（Corey Todd Taylor, 1973年12月8日 - ）は、アメリカ合衆国の歌手。ストーン・サワー、スリップノットのボーカリストとして知られる。

## 概要

### 生い立ち
アイオワ州出身。数年間同州のウォータールーほか、フロリダ州など各地を転々とし、母子家庭で育つ。ロックに目覚めたきっかけは祖母がエルヴィス・プレスリーなどを歌ってくれたと話している。またいとこが持っていたアコースティック・ギターに触発されて祖母からホーナーのギターを買ってもらい、12歳から独学でギターを覚えたという。10歳から喫煙を覚え、13歳からドラッグに手を染める。15歳の時に2度コカインの過剰摂取に陥るが蘇生し、アイオワで祖母に保護されている。また20代前半にもドラッグの過剰摂取による自殺未遂を図っており、コリィはこの時期が「人生のドン底だった」と話しており、音楽に向き合うまで立ち直ったと振り返っている。なお祖母は現在も89歳で健在であり、ボウリングはプロ級の腕前である。
その後も2003年にアルコール中毒になりホテルから落下自殺を図る。スリップノットの楽曲である「Vermilion」は、元妻スカーレットへの愛の歌である事、タイトルが彼女の名から生まれたことを雑誌インタビューで語っている。また、そこから派生して、過去に「スカーレットがコリィの飛び降り自殺を引き止めた事がある」という噂が出回っていたが、これに関してはコリィ自身が明確に否定している（しかし、自殺を図ろうとしていたのは事実だったようで、それを引き止めてくれたのは友人だったという）。
30歳の時に初めて実父と出会う。

## パフォーマンス
数あるヘヴィメタル、ヘヴィロックバンドのなかでも歌唱力は非常に高いことで知られ、バラードからデスヴォイス、スクリーミング、ラップまで幅広くこなすことができる。スリップノットでは、バンドのフロントマンとして、9人のメンバーを代表してボーカルとMCを務める。またライブステージに上がる前にもメンバーに対して毎回スピーチを行っている。
スリップノットではマスクを被って活動しているが、ストーン・サワーでは素顔で歌唱している。本人によるとスリップノットとストーン・サワーの音楽性・バンドは全く異なり、ごく自然に表現を変えていると語っている。
身体の複数箇所に日本語のタトゥーを入れており、首筋の左側には「死」、右側に「父」、後ろにもカタカナで「スリップノット」と彫っているほか、両腕や背中にも全面的にタトゥーが入っている。

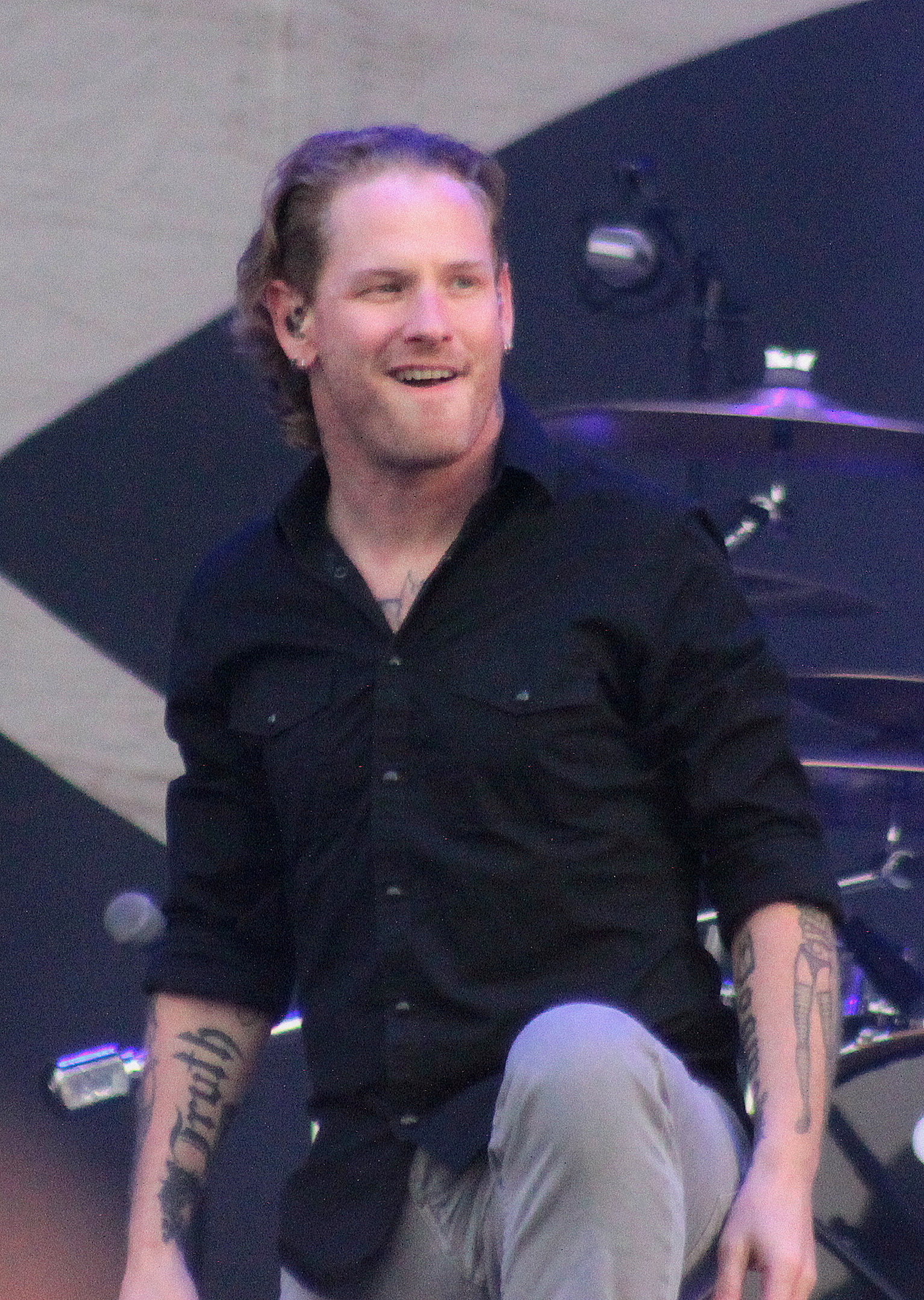
2013年

### Slipknot
デビュー前、"THE ADULT EMPORIUM"というポルノショップで働いていてスリップノットのボーカルとしてスカウトされた。ショーン・クラハン、ジョーイ・ジョーディソン、ミック・トムソンが声をかけ、スタジオで歌ったことがきっかけ。Slipknotのメンバーにつく番号では、永遠を意味する8番を強く希望したという。

### Stone sour
コリィはストーン・サワーの立ち上げに関わり、自身もボーカルを務める結成メンバーである。ストーン・サワーでのライヴ中、一部曲（Bother、Through Glass等）では自らギターを演奏する。

### 機材
- マイク: オーディオテクニカ AEW-T6100 Wireless Handheld
- ギター: ギブソン レスポール

### ライブステージ
海外でライヴを行う際は、パフォーマンスとして現地の言葉を使う。スリップノットの来日時にも「ナカユビタテロー」、「サイコーー」、「スーワーレー」など日本語を毎回使う。なお、幕張メッセ公演では「サーケーベー! タカマツゥゥゥ!」と、この場所を高松市と勘違いした煽りを連発し、「千葉なのに」というコメントがネット上で多く見られた。

### 他バンド
コリィは他バンドとの交流を大事にすることで知られている。アポカリプティカ、ソウルフライ、ダメージプラン、アンスラックスなどのヘヴィメタルバンドのゲストミュージシャンとして登場している。またKORNのボーカル、ジョナサン・デイヴィスがITP（特発性血小板減少性紫斑病）の治療に伴いツアーライブを降板した際、ゲストボーカルとして数曲を担当した。オジー・オズボーンとオズフェストを共同企画したり、またスリップノットとして自らノットフェストを企画してマリリン・マンソンやデフトーンズなどの大物バンドを呼ぶライブ活動を率先して行っている。